# La Rural
Die Exposición Rural (kurz: La Rural) ist eine jährlich stattfindende Landwirtschafts- und Viehzuchtausstellung in der argentinischen Hauptstadt Buenos Aires in einem eigens dafür gebauten Messegelände im Stadtteil Palermo. Sie wird von der La Sociedad Rural Argentina veranstaltet.

## Überblick
Die Ausstellung findet in den Ausstellungshallen und Messeplatz an der Avenida Santa Fe statt und reicht zurück bis 1886. Die Rural ist in erster Linie eine Ausstellung für Landwirte, für die Viehzüchter aus dem ganzen Land anreisen, um ihr Zuchtvieh, hauptsächlich Rinder, aber auch Pferde und andere Produkte, zu präsentieren. Rasch wurde daraus ein gesellschaftliches Ereignis für die gehobenen Schichten, auch da die Veranstaltung in einem der teuersten Wohnviertel der Stadt stattfand. Es entwickelte sich ein Rahmenprogramm mit Bällen und ähnlichen Ereignissen. Mit der Wirtschaftskrise Argentiniens um die Jahrtausendwende ließ die Dynamik etwas nach, sie ist aber immer noch populär bei den Besuchern. 2005 besuchten die Rural 715.000 Gäste mit ihren 400 Ständen und rund 4.000 Tieren. 
Die Sociedad Rural Argentina wurde am 10. Juli 1866 von Eduardo Olivera and José Martínez de Hoz mit dem Motto „Die Kultivierung der Erde ist Dienst am Land“ gegründet und hieß zuerst 'El Solar de Palermo'. Die Ausstellungshallen und -gelände stammen aus den 1870ern. Außerhalb der Landwirtschaftsausstellung wird die Halle für andere Messen genutzt. Die Opera Pampa nutzt die Halle für ihre Shows, die mit Folkloretänzen und Asados die argentinische Geschichte näher bringen soll. Die Gesellschaft hat über 10.000 Mitglieder und Filialen in vielen Teilen des Landes. 

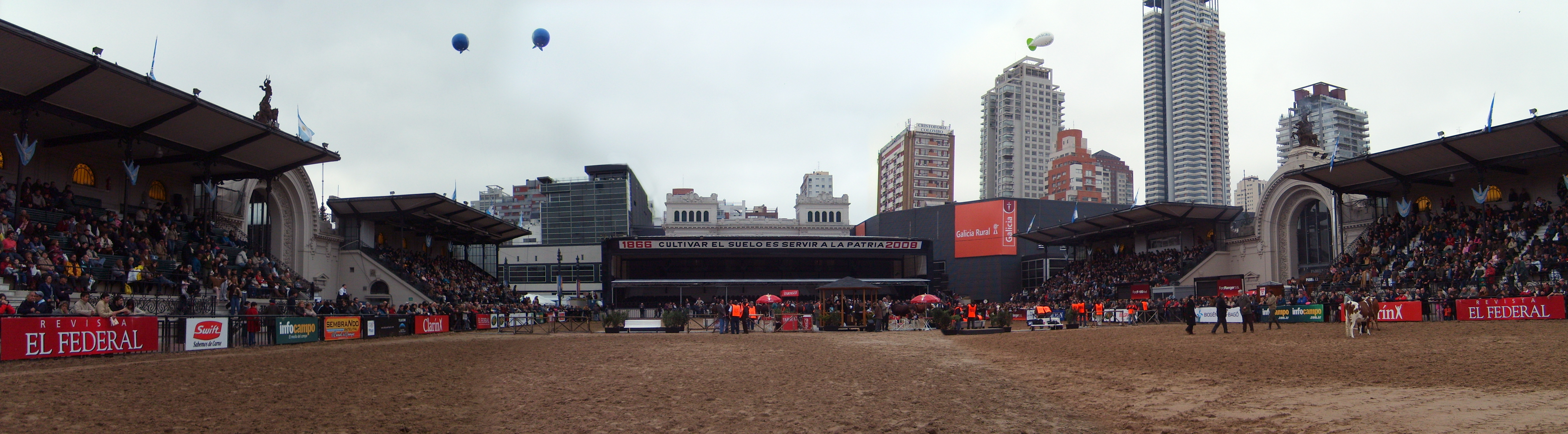
Panorama-Sicht des Stadions